# Hermann Axen

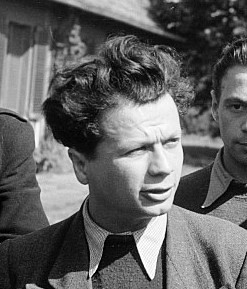
Hermann Axen (1946)

Hermann Axen (geboren 6. März 1916 in Leipzig; gestorben 15. Februar 1992 in Berlin) war ein deutscher kommunistischer Widerstandskämpfer und späterer DDR-Politiker. Er war von 1935 bis 1937 und von 1940 bis 1945 inhaftiert und überlebte den Holocaust.
Axen war von 1946 bis 1949 Sekretär des Zentralrats der FDJ, von 1950 bis 1953 und von 1966 bis 1989 Sekretär des ZK der SED. Von 1956 bis 1966 war Axen Chefredakteur des SED-Zentralorgans Neues Deutschland. Von 1970 bis 1989 gehörte er dem Politbüro des ZK der SED an, dessen außenpolitische Kommission er leitete.

## Leben

### Herkunft und Jugend
Hermann Axen wurde 1916 in Leipzig geboren und entstammte einer kleinbürgerlichen jüdischen Familie, die den Kohanim angehörte. Seine Eltern waren drei Jahre zuvor mit seinem älteren Bruder Rolf aus Galizien ins Deutsche Reich gezogen. Nach dem Zerfall Österreich-Ungarns 1918 war die Familie staatenlos. Als 14-Jähriger trat Axen aus der jüdischen Gemeinde aus.
Von 1922 bis 1926 besuchte Axen die Volksschule und das Realgymnasium. Von März bis November 1934 absolvierte er eine kaufmännische Ausbildung bei der Pelzhandlung Hoffner, Moses & Co.
Axens Bruder Rolf, der ebenfalls in der Kommunistischen Partei aktiv war, wurde im September 1933 im Polizeipräsidium Dresden erschlagen. Seine Eltern wurden laut Axens eigenem Lebenslauf von den Nationalsozialisten nach 1939/1940 entweder im Ghetto Lemberg im Distrikt Galizien oder in einem anderen KZ-Sammellager umgebracht.

### Widerstandstätigkeit
Mit 16 trat Hermann Axen dem Kommunistischen Jugendverband bei und betätigte sich ab 1933 bei illegalen Widerstandsarbeiten als Instruktor und Verbindungsmann in Sachsen. Im Juni 1934 war er unter den Decknamen Max und Friedrich Agitprop-Verantwortlicher in der Unterbezirks-Leitung des KJVD Leipzig-West, ab September 1934 war er Mitglied der KJVD-Bezirksleitung Leipzig.
Axen versuchte mit dem Jungkommunisten Heinz Mißlitz den Kommunistischen Jugendverband Leipzig wiederaufzubauen und gab sich bis zu seiner Verhaftung am 3. November 1934 als polnischer Staatsbürger und Angehöriger der „mosaischen Religionsgemeinde“ aus, was ein diplomatisches Einschreiten des polnischen Konsulates in Leipzig zur Folge hatte. Am 20. Juni 1935 wurde er vom Oberlandesgericht Dresden wegen „Vorbereitung zum Hochverrat“ angeklagt und zu drei Jahren Zuchthaus verurteilt, die er im Zuchthaus Zwickau verbüßte.
Im November 1937 wurde er als Staatenloser aus Deutschland ausgewiesen, woraufhin er mit Zustimmung der KPD über Polen nach Wien emigrierte, um von dort im Januar 1938 nach Paris zu flüchten, wo er sich bis 1940 als Gelegenheits- und Hilfsarbeiter in diversen Betrieben verdingte, sich in der kommunistischen Jugendarbeit betätigte und Kurierdienste für die illegale KPD-Führung ausführte. Ab April 1938 arbeitete er im Auftrag des KJVD für die Rote Hilfe und leistete Übersetzertätigkeiten für den „Deutschen Freiheitssender 29,8“. In Paris wurde er nach der deutschen Besetzung nicht als feindlicher Ausländer interniert. Ihm gelang die Flucht in die unbesetzte Zone Südfrankreichs. Im Mai 1940 wurde er verhaftet und in das französische Internierungslager Le Vernet verbracht. Im August 1942 lieferte man ihn mit Kurt Goldstein und anderen jüdischen Kommunisten an die Gestapo aus. Er wurde in das KZ Auschwitz III Monowitz eingeliefert, wo er sich der Leitung des illegalen Lagerkomitees anschloss. Von dort wurde er in das KZ Buchenwald verlegt, wo er Mitglied der illegalen KPD-Leitung war.

### SED-Funktionär

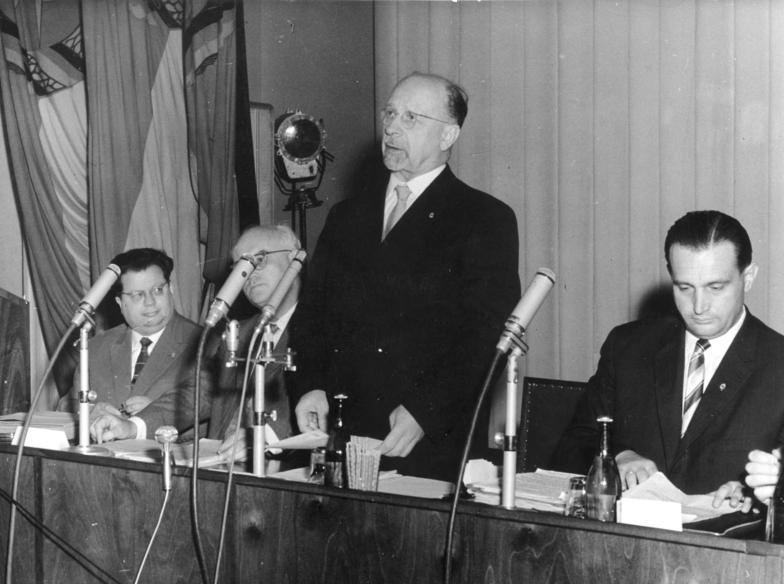
Axen (ganz links) bei der Pressekonferenz zum „Westberlin-Problem“ am 15. Juni 1961

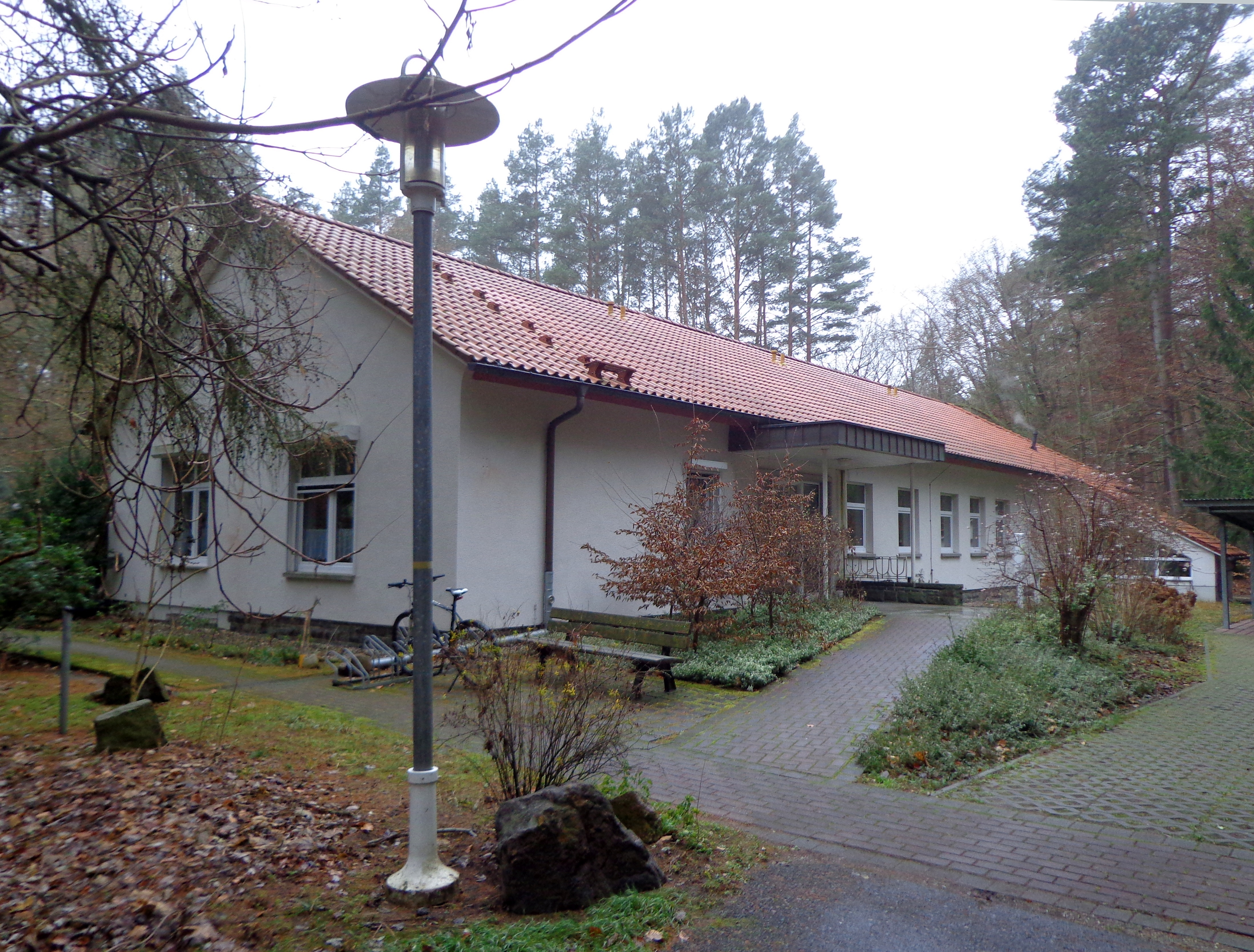
Waldsiedlung Wandlitz, das einst von Axen bewohnte "Haus 21"

Nach 1945 wurde er im Auftrag der KPD bzw. SED Jugendfunktionär in Sachsen und Mitbegründer der Antifa-Jugendausschüsse. Er baute mit Paul Verner und Erich Honecker die FDJ auf und war von 1946 bis 1949 Sekretär des Zentralrates der FDJ. 1948/49 war Axen Mitglied des Deutschen Volksrats. Ab 1949 war er Mitglied des Sekretariats des Politbüros der SED und leitete die Abteilung Agitation und Propaganda. In dieser Funktion baute Axen den Rundfunk in der Sowjetischen Besatzungszone um, indem er ihn auf SED-Linie brachte und einen Großteil des Leitungspersonals der Funkhäuser in Berlin entließ und durch entsprechend linientreue Genossen ersetzte.
Ab Juli 1950 war Axen Sekretär des Zentralkomitees (ZK) der SED, verantwortlich für Massenagitation und Presse. Im Zuge der Umbesetzung von Ämtern nach dem Volksaufstand vom 17. Juni 1953 wurde Axen im August 1953 zum 2. Sekretär der SED-Bezirksleitung in Berlin. Von 1954 bis 1989 war er Abgeordneter der Volkskammer.

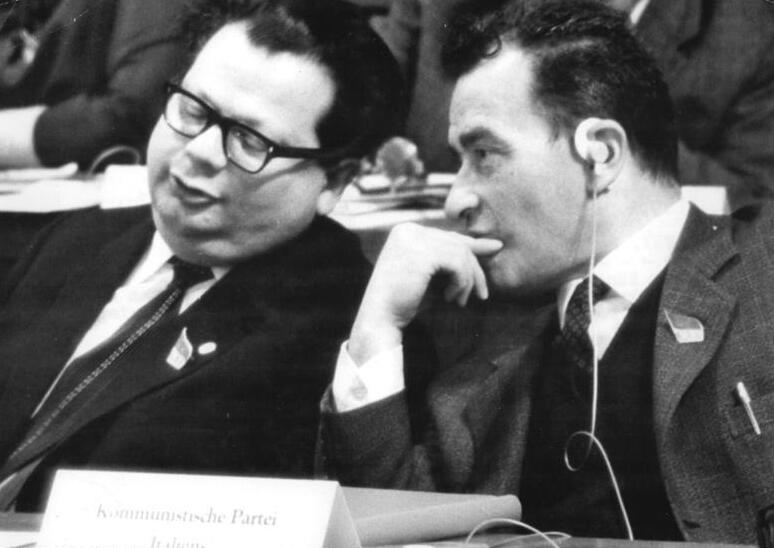
Hermann Axen (links) mit Pietro Ingrao, 1967

Im Jahr 1956 wurde Axen in Nachfolge von Georg Stibi Chefredakteur des SED-Zentralorgans Neues Deutschland (ND), das er drei Jahre lang provisorisch, dann bis 1966 als regulärer Chefredakteur leitete. Axens Rolle beim ND ist vor dem Hintergrund des Zerwürfnisses zwischen Walter Ulbricht und dem ND-Mitbegründer und ehemaligen Chefredakteur Rudolf Herrnstadt, der 1953 als „Parteifeind“ aus der SED ausgeschlossen worden war, zu sehen. Ab 1963 war Axen Kandidat des Politbüros des ZK der SED. Ab 1966 wurde er als ZK-Sekretär für internationale Beziehungen zum maßgeblichen Architekten der DDR-Außenpolitik.

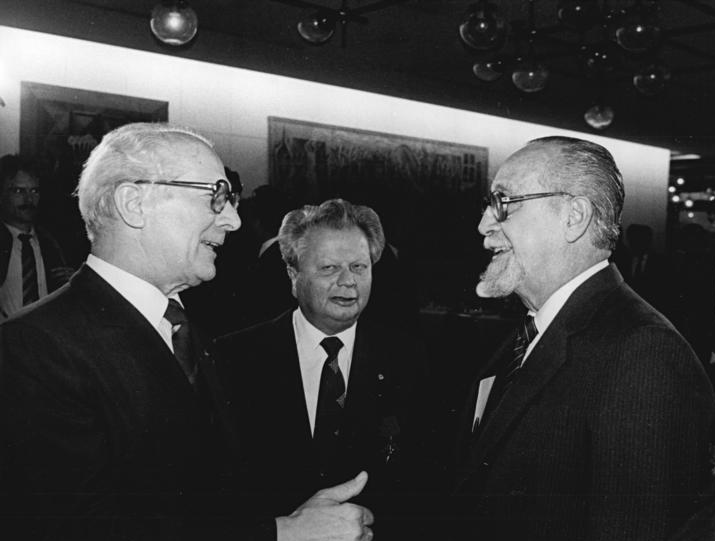
Axen (Mitte) mit Erich Honecker und dem kubanischen KP-Funktionär Carlos Rafael Rodríguez (1987)

Axen wurde 1970 zum Vollmitglied des Politbüros gewählt. Er gehörte in der Parteiführung zu den Gebildeten, sprach fließend Russisch, Englisch und Französisch und leitete lange Jahre die außenpolitische Kommission. Ab 1971 war er zudem Vorsitzender des Volkskammerausschusses für auswärtige Angelegenheiten. Unter Erich Honecker, Generalsekretär des ZK der SED ab 1971, hatte er jedoch nur noch geringen Einfluss auf die Außenpolitik, weil Honecker diese selbst an sich zog. Axen bereitete die Staatsbesuche Honeckers in den Westen vor und begleitete ihn auf Auslandsreisen, so ab 1975 zur KSZE-Abschlusskonferenz nach Helsinki. 1979 bis 1989 war er Mitglied der „Arbeitsgruppe BRD“, ab 1981 auch zuständig für die Beziehungen zu den Ländern Afrikas, Asiens und des arabischen Raumes. Von 1986 bis 1989 war er offiziell für die „Westarbeit“ der SED zuständig, laut der Historikerin Heike Amos jedoch nur „pro forma und ohne großen Einfluss zu gewinnen“. Es blieben als eine Art „Spielwiese“ die internationalen Parteibeziehungen sowie die Gespräche zu Abrüstungsfragen zwischen SED und SPD, für die sich Axen besonders einsetzte. Am 8. November 1989 schied Axen aus dem Politbüro der SED aus.
Außerhalb der SED war Axen ab 1979 Mitglied des Präsidiums des Komitees der Antifaschistischen Widerstandskämpfer und ab 1982 des Generalrates der Fédération Internationale des Résistants sowie von 1982 bis 1989 im Präsidium des DDR-Friedensrates.

### Während und nach der Friedlichen Revolution 1989
Von November 1989 bis Januar 1990 war Axen in Moskau, wo er sich einer Augenoperation unterzog. Währenddessen wurde gegen ihn in Deutschland ein Ermittlungsverfahren wegen des Tatbestandes des „Vertrauensmissbrauchs“ (§ 165 des Strafgesetzbuchs der DDR) eingeleitet und die Bankkonten des Ehepaars Axen vom Generalstaatsanwalt der DDR gesperrt. Bei seiner Rückkehr am 16. Januar 1990 wurde Axen am Flughafen wegen des Verdachts auf Amtsmissbrauch und Korruption verhaftet. Der Haftbefehl wurde am 31. Januar 1990 wegen seines schlechten Gesundheitszustandes aufgehoben. Am 27. Juni 1991 lehnte das Landgericht Berlin die Eröffnung des Hauptverfahrens ab. Die Staatsanwaltschaft beim Kammergericht, Arbeitsgruppe Regierungskriminalität, legte zwar Beschwerde ein, doch eine Entscheidung des Kammergerichts erübrigte sich, da Axen am 15. Februar 1992 in Berlin verstarb. Ein Parteiordnungsverfahren der inzwischen in PDS umbenannten SED gegen Axen wurde 1990 eingeleitet, aber ebenfalls wegen seiner Erkrankung und da er Auschwitz-Überlebender war nicht abgeschlossen.

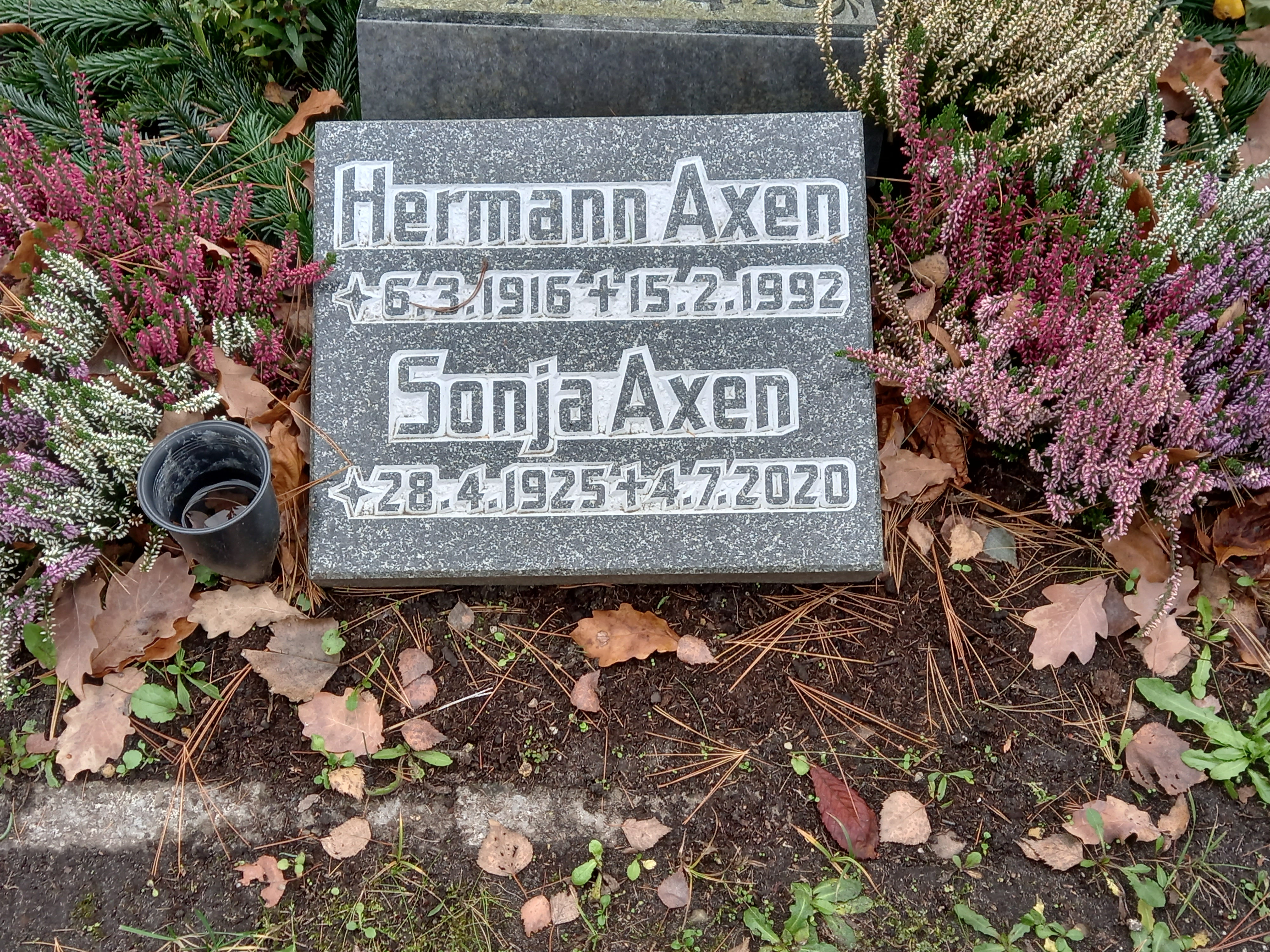
Das Grab von Hermann Axen und seiner Ehefrau Sonja auf dem Zentralfriedhof Friedrichsfelde in Berlin

Hermann Axen starb 1992. Seine Urne ist auf dem Zentralfriedhof Berlin-Friedrichsfelde in der Gräberanlage für Opfer des Faschismus und Verfolgte des Naziregimes  beigesetzt.
Da Axens Tätigkeiten im Politbüro der SED nicht mit den Grundsätzen der Menschlichkeit und Rechtsstaatlichkeit zu vereinbaren seien, wurde der Witwe, Sonja Axen, die Entschädigungsrente von monatlich 800 DM, die sie nach ihrem verstorbenen Mann erhielt, 1992 aberkannt. Sie war die Tochter des antifaschistischen Widerstandskämpfers Harry Kuhn.
Der Publizist Ralph Giordano bezeichnete Axen in seinem Buch Die zweite Schuld als Opportunisten und Karrieristen:

„Sehen wir einmal ab von gewissen Opportunisten und Karrieristen wie Hermann Axen oder Albert Norden in der SED-Führungsspitze (und anderen weiter unten, die sich ebenso entschieden hatten, wie zum Beispiel der Schriftsteller Peter Edel), so befanden sich jüdische Parteimitglieder, die sich ihr Gewissen bewahrt hatten, in einer schier unerträglichen Situation, wenn sie ihre Seele nicht vollständig der irrsinnigen These »Die Partei, die Partei, die hat immer recht« unterworfen hatten.“

## Auszeichnungen
- 1956: Vaterländischer Verdienstorden in Silber[11]
- 1958: Medaille für Kämpfer gegen den Faschismus[12]
- 1960: Banner der Arbeit[13]
- 1965: Held der Arbeit[14]
- 1966: Vaterländischer Verdienstorden in Gold[15]
- 1969: Ehrenspange zum Vaterländischen Verdienstorden in Gold[16]
- 1976: Karl-Marx-Orden[17]
- 1986: Karl-Marx-Orden[18]
- 1986: Sowjetischer Orden der Völkerfreundschaft[19]

## Schriften
- Über die Fragen der fortschrittlichen deutschen Filmkunst. Berlin 1952.
- Aktuelle Fragen der internationalen Beziehungen der Sozialistischen Einheitspartei Deutschlands und der Deutschen Demokratischen Republik. Dietz-Verlag, Berlin 1965.
- Zu ideologischen Problemen des XXIII. Parteitages der KPdSU. Dietz-Verlag, Berlin 1966.
- Zur internationalen Lage und zur Entwicklung des Kräfteverhältnisses. Dietz-Verlag, Berlin 1967.
- Aus dem Bericht über die Ergebnisse der Internationalen Beratung der Kommunistischen und Arbeiterparteien in Moskau. Dietz-Verlag, Berlin 1969.
- Sozialismus und revolutionärer Weltprozeß. Ausgewählte Reden und Aufsätze. Dietz-Verlag, Berlin 1976
- Starker Sozialismus – sicherer Frieden. Ausgewählte Reden und Aufsätze. Dietz-Verlag, Berlin 1981
- Aus dem Bericht des Politbüros an die 5. Tagung des ZK der SED. Dietz-Verlag, Berlin 1982
- Kampf um den Frieden – Schlüsselfrage der Gegenwart. Ausgewählte Reden und Aufsätze. Dietz-Verlag, Berlin 1986
- Ich war ein Diener der Partei. Autobiographische Gespräche. Herausgeber: Harald Neubert. Edition Ost, Berlin 1996, ISBN 3-929161-61-3.